# Verticillo

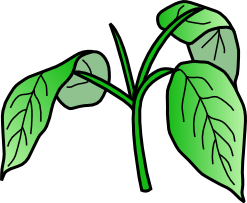
Verticillo.

Verticillo è un termine botanico che fa riferimento all'insieme di elementi di una pianta (tre o più foglie, rami o altri organi) inseriti sullo stesso asse e sullo stesso piano, che spuntano da uno stelo dallo stesso nodo.

## Morfologia

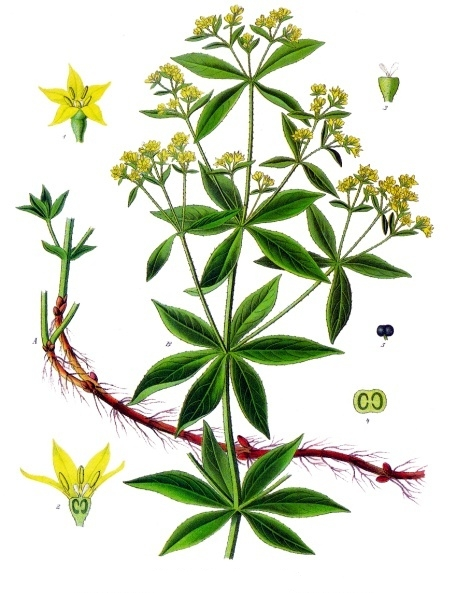
Esempio di foglie a verticillo nella garanza dei tintori (Rubia tinctorum).

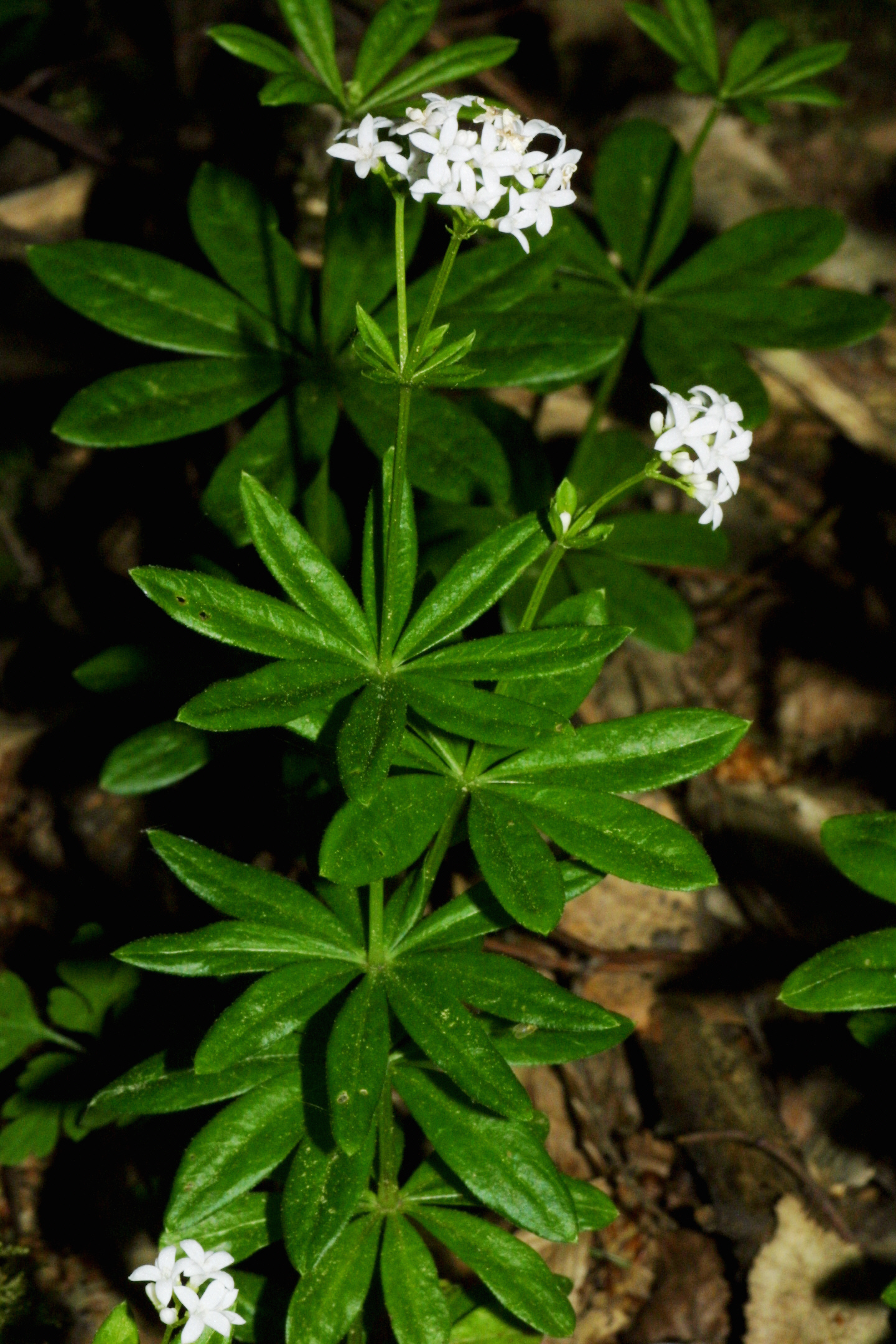
Dettaglio di uno stelo di asperula (Galium odoratum) che permette di apprezzare la disposizione verticillata delle foglie.

Nella loro disposizione, gli organi delle piante, oltre che a verticillo possono essere alterni, opposti (su due file o decussati) o a rosetta.

### Foglie
Gli organi di una pianta dunque sono detti a verticillo o verticillati, quando si trovano inseriti allo stesso livello, in cerchio attorno a un asse (gambo o ramo).
Nel caso delle foglie, esse sono inserite su un nodo:
- le Equisetopsidae, come l'equiseto,  hanno foglie in verticilli;
- il Galium odoratum ha foglie e stipole verticillate;
- le alghe Charophyceae hanno fillidi verticillati.

Le foglie crescono nella maggior parte delle piante seguendo una spirale molto allungata intorno allo stelo, difficilmente riconoscibile, salvo nel caso che la loro disposizione sia alterna. Alcune presentano, tuttavia, foglie verticillate, vale a dire, disposte in verticilli.

### Fiori
La disposizione verticillata è, d'altra parte, la più tipica delle foglie evolutivamente modificate, che formano gli organi del fiore delle angiosperme.
I verticilli sono in pratica appendici specializzate nell'assolvere determinate funzioni. Solitamente la conformazione dei fiori si presenta nel seguente modo:
- Il verticillo più esterno si chiama calice e in genere è formato da una serie di sepali verdi che devono proteggere la gemma prima che il fiore sbocci.
- All'interno del calice è inserita la corolla, che ha la funzione di attrarre gli insetti e favorire l'impollinazione.
- Ancor più internamente si trova l'androceo, formato dagli stami che al loro interno conservano i gameti maschili.
- Il verticillo centrale, infine, è il gineceo, formato dai carpelli (spesso fusi insieme), che ha la funzione di ospitare i gameti femminili.

Ecco il riepilogo dei nomi dei verticilli florali:
- calice, formato da sepali;
- corolla, formata da petali;
- androceo, formato da stami;
- gineceo, formato da carpelli, talvolta riuniti in pistillo.

Gli elementi florali erano originariamente inseriti a spirale sull'asse, come le scaglie su una pigna o i carpelli di una magnolia.
La spirale si è in seguito suddivisa in verticilli.
Le famiglie delle ranuncolacee e delle poligonacee offrono un esempio di questo processo.